# 乌伊拉省 (哥伦比亚)
乌伊拉省位于哥伦比亚西南部，首府内瓦，面积为19890平方千米，2018年人口为121万。